# Caminhabilidade

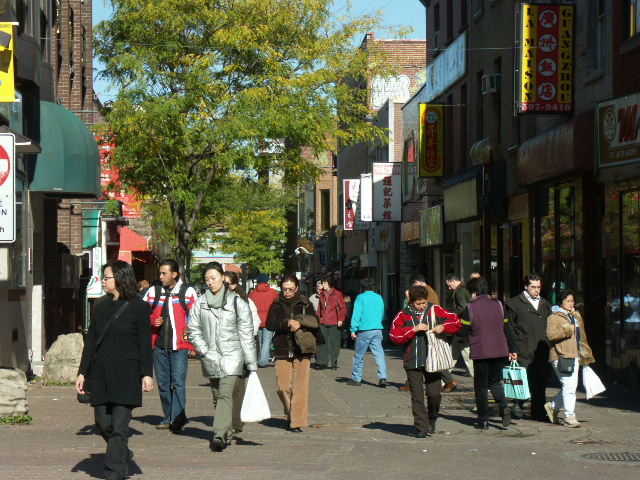
Rua De la Gauchetière, Montreal

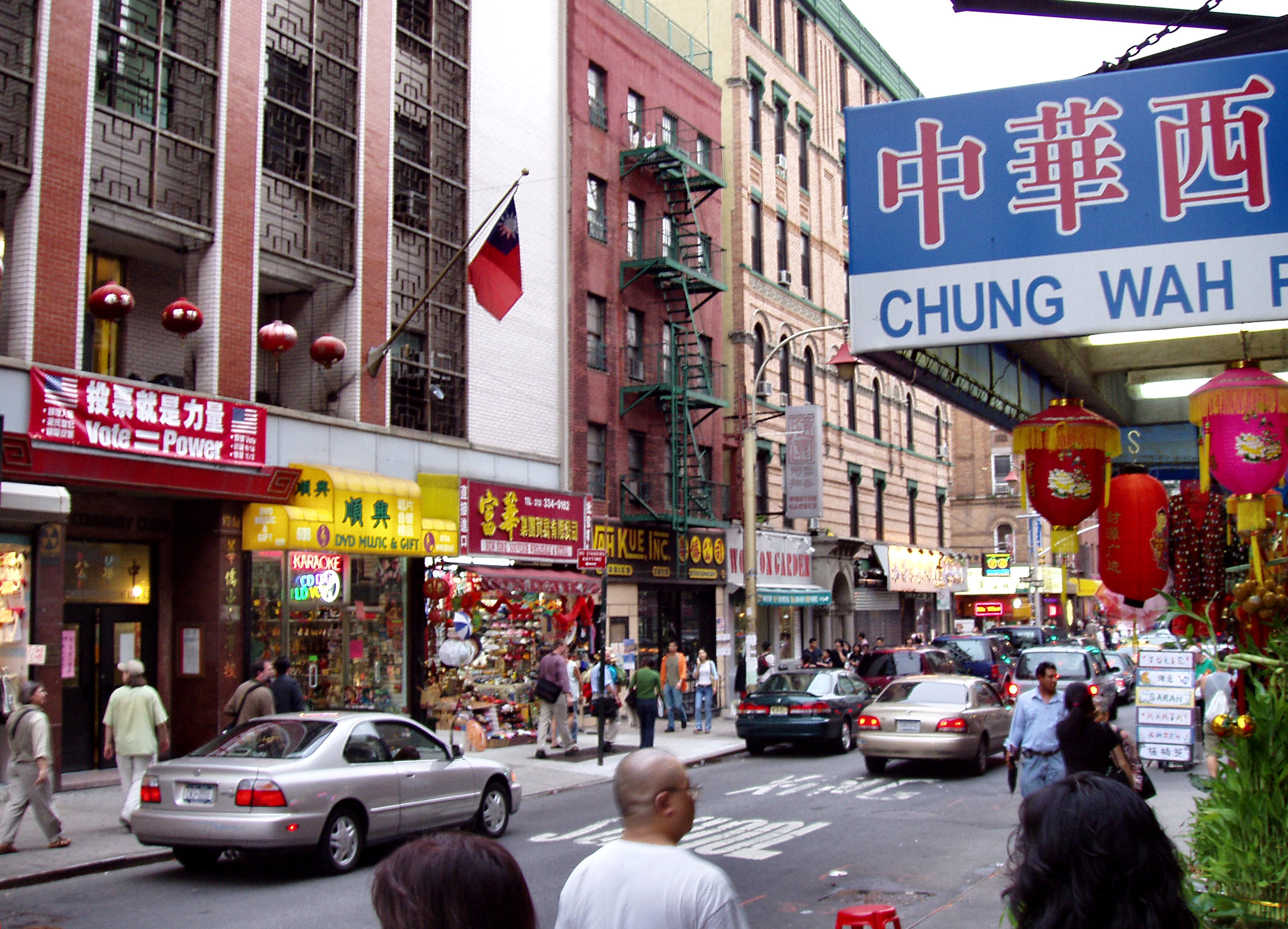
Chinatown, Nova Iorque

Caminhabilidade (walkability em inglês) é a avaliação da qualidade dos espaços públicos para a realização do deslocamento a pé, um conceito essencial do desenho urbano sustentável. O termo e análise surgiu em 1993 através de trabalho do canadense Christopher Bradshaw. Caminhabilidade é um termo para conceitos de planeamento melhor compreendidos pelo uso misto de amenidades em bairros de alta densidade, onde as pessoas podem acessar essas comodidades a pé.
Baseia-se na ideia de que os espaços urbanos não devem ser apenas corredores de transporte projetados para o máximo de tráfego de veículos. Em vez disso, devem ser espaços habitáveis relativamente completos que atendam a uma variedade de usos, utilizadores e modos de transporte e reduzam a necessidade de carros para viajar.
O termo 'walkability' [caminhabilidade] foi reforçado na década de 1960 devido à revolução da jornalista e urbanista canadense Jane Jacobs nos estudos urbanos e no embate com Robert Moses. Nos últimos anos, a caminhabilidade tornou-se popular por causa dos seus benefícios para a saúde, económicos e ambientais dentro de uma lógica de desenho urbano sustentável.

## Fatores
Os fatores que influenciam a caminhabilidade incluem a presença ou ausência das calçadas ou outros direitos de passagem de pedestres, qualidade dos caminhos, condições do tráfego e da estrada, padrões de uso do solo, acessibilidade de edifícios e segurança, entre outros.

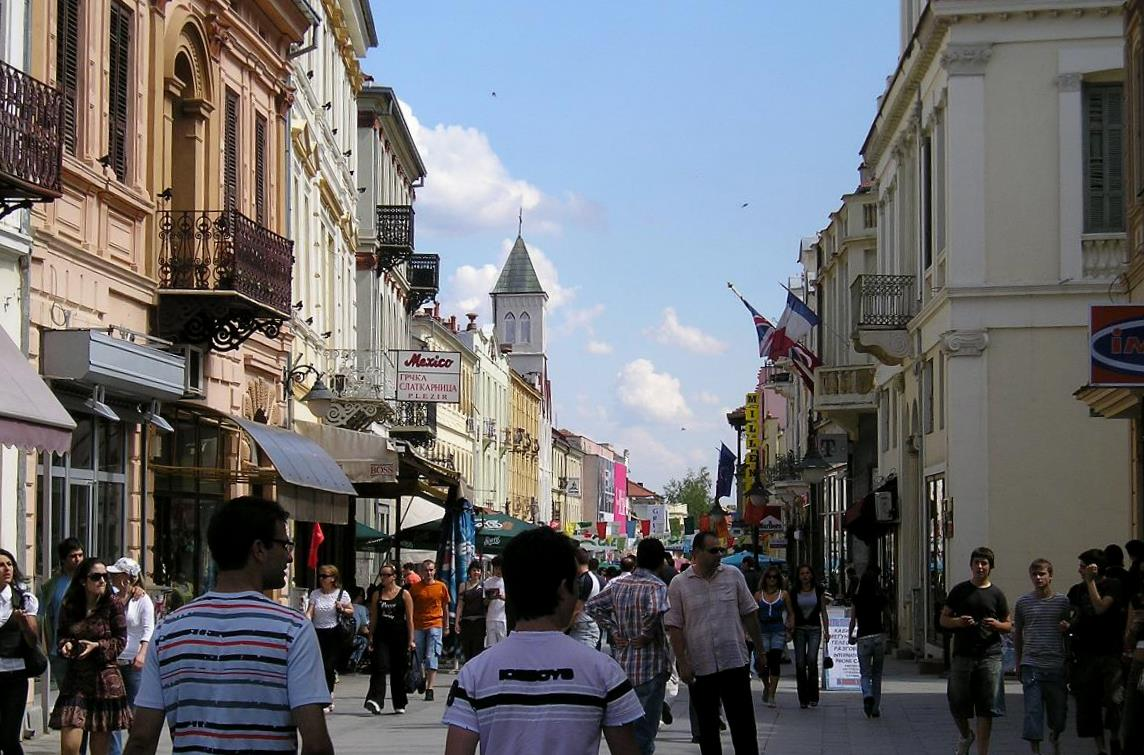
Rua de uso misto amigável para pedestres em Bitola, Macedônia do Norte.

Uma definição proposta para caminhabilidade é: "A medida em que o ambiente construído é amigável à presença de pessoas que vivem, fazem compras, visitam, desfrutam ou passam tempo numa área". A caminhabilidade depende das interdependências entre densidade, mistura e acesso em sinergia. O DMA urbano (Density, Mix, Access) é um conjunto de sinergias entre as formas como as cidades concentram pessoas e edifícios, como misturam diferentes pessoas e atividades e as redes de acesso utilizadas para navegar por elas. Esses fatores não podem ser tomados isoladamente. Em vez de uma mistura funcional ideal, há uma mistura de misturas e interdependências entre misturas formais, sociais e funcionais. Da mesma forma, o acesso a pé não pode ser reduzido a qualquer medida singular de conectividade, permeabilidade ou captação, mas depende dos destinos e é voltado para o acesso metropolitano por meio de nós de transporte público. Embora o DMA se baseie em medidas de caminhabilidade, sites populares de 'pontuação de caminhada' ("walk score", em inglês) ou 'classificar a minha rua' oferecem mais métricas para conectar a morfologia urbana com melhores resultados ambientais e de saúde.

### Densidade
A densidade é um conjunto inter-relacionado de edifícios, populações e vida nas ruas. É uma propriedade crucial da caminhabilidade porque concentra mais pessoas e lugares dentro de distâncias caminháveis. Há dificuldade em determinar a densidade, pois grande parte da população oscila diariamente da periferia para o centro em muitas cidades e a população de visitantes. Além disso, as medidas de densidade podem diferir drasticamente para diferentes morfologias e tipologias de construção. Em primeiro lugar, há uma confusão persistente sobre a densidade ser a fusão da densidade com a altura do edifício. A razão entre a área do piso e a área do terreno é geralmente conhecida como Relação da Área do Piso (RAP, também chamada de Relação do Lote e Índice do Espaço do Piso). Por exemplo, um prédio de dez andares em 10% do terreno tem a mesma área de um prédio de um andar com 100% de cobertura do terreno. Em segundo lugar, a medida de habitações/hectare é comum, mas particularmente contundente. Depende da combinação funcional, tamanho da família e tamanho da moradia em relação à densidade de edifícios ou população. Casas maiores produzirão densidades de construção mais altas para a mesma população, e famílias maiores levarão a populações mais altas para o mesmo número de moradias. Em bairros funcionalmente mistos, a habitação será apenas um componente da mistura e, portanto, não uma medida de construção ou densidade populacional. A densidade censitária de moradores/hectare é outra medida comum, mas não inclui aqueles que ali trabalham.

### Mistura funcional
A mistura funcional, como a densidade, encurta as distâncias entre onde quer que estejamos e onde precisamos de estar. O triângulo viver/trabalho/visita constrói um campo de relações possíveis entre três funções primárias que ressoam com o que os economistas costumam chamar de reprodução, produção e troca (incorporando a troca social). Eles também identificam relações primárias entre as pessoas e o espaço urbano – tornamo-nos 'residentes', 'trabalhadores' e 'visitantes', respetivamente, em diferentes locais da vida quotidiana. A mudança chave aqui está em focar na mistura ao invés das suas funções. Tal mapeamento oferece uma compreensão empírica da mistura que nos permite expor diferentes tipos e níveis de uma mistura. É tentador construir um índice para uma mistura ideal medida pelo grau de leveza à medida que a mistura se aproxima do centro do triângulo. No entanto, sugerimos que as melhores cidades compõem uma mistura de misturas. A nossa atenção deve-se concentrar nos cantos do triângulo – as partes disfuncionais das cidades onde não se pode caminhar entre as funções de morar, trabalhar e visitar.
Embora a mistura funcional seja crucial para qualquer abordagem de caminhabilidade, é importante notar aqui que a função é em si apenas uma dimensão da mistura urbana, incluindo a mistura formal e social. Uma mistura formal surge de como uma cidade produz diferentes tamanhos de lote, que estão ligados a diferentes estilos de construção, tamanhos de placas de soalho e alturas de construção.

### Redes de acesso

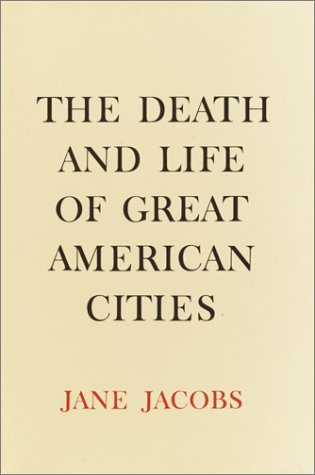
Capa de The Death and Life of Great American Cities [A Morte e Vida das Grandes Cidades Americanas, em português'

As redes de acesso de uma cidade possibilitam e restringem os fluxos de pedestres; é a capacidade ou possibilidade de caminhar. Assim como a densidade e a mistura, essas são propriedades incorporadas à forma urbana e facilitam fluxos de pedestres mais eficientes. As redes de acesso também são multimodais e precisam de ser compreendidas na perspetiva de quem escolhe entre os modos de caminhar, andar de bicicleta, transporte público e automóvel. As viagens de transporte público são geralmente combinadas com acesso a pé até à paragem de transporte público. Caminhar será escolhido principalmente por até 10 minutos se for o modo mais rápido e outros fatores forem iguais. Caminhar tem a vantagem de ser um tempo de viagem muito mais previsível do que o transporte público ou carros, onde temos que permitir atrasos causados por mau serviço, congestionamento e estacionamento. Os principais fatores de infraestrutura incluem acesso ao transporte de massa, presença e qualidade de caminhos, amortecedores para o tráfego em movimento (faixas de plantio, estacionamento na rua ou ciclovias) e travessias de pedestres, estética, destinos locais próximos, qualidade do ar, sombra ou sol em estações apropriadas, mobiliário urbano, volume e velocidade do tráfego e condições de vento. A caminhabilidade também é examinada com base no ambiente construído ao redor. Os cinco D's do ambiente construído de Reid Ewing e Robert Cervero – densidade, diversidade, design, acessibilidade ao destino e distância ao trânsito – influenciam fortemente a caminhabilidade de uma área. Combinações desses fatores influenciam a decisão de um indivíduo de caminhar.

## História

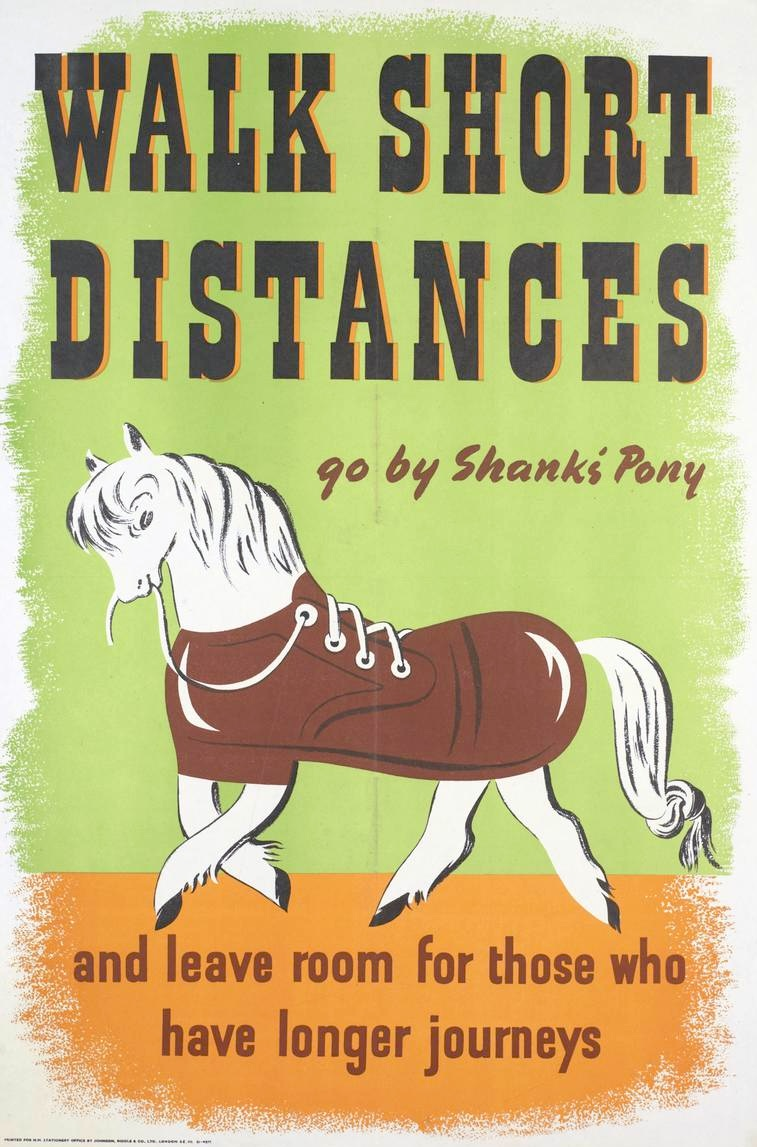
Caminhe distâncias curtas - Vá pelo pónei de Shanks

O termo e a análise da caminhabilidade surgiu em 1993 através de trabalho do canadense Christopher Bradshaw. Antes de carros e bicicletas serem produzidos em massa, caminhar era a principal maneira de viajar. Foi a única maneira de ir de um lugar para outro durante grande parte da história humana. Na década de 1930, o crescimento económico levou ao aumento do fabrico de automóveis. Os carros também estavam a tornar-se mais acessíveis, levando à ascensão do automóvel durante a expansão económica pós-Segunda Guerra Mundial. Os efeitos prejudiciais das emissões automóveis levaram logo à preocupação pública com a poluição. Alternativas, incluindo transporte público aprimorado e infraestrutura para pedestres, atraíram mais atenção de planeadores e formuladores de políticas. Há uma correlação entre o êxodo branco de regiões urbanas racialmente mistas para regiões suburbanas racialmente mais homogêneas com o crescimento de um planeamento urbano centrado no automóvel. The Death and Life of Great de Jane Jacobs American Cities continua a ser um dos livros mais influentes na história do planeamento urbano americano, especialmente no que diz respeito aos desenvolvimentos futuros do conceito de caminhabilidade. Jacbos cunhou os termos  "capital social", "usos primários mistos" e "olhos na rua", que foram adotados profissionalmente no design urbano, sociologia e muitos outros campos. Embora tenha havido um esforço para melhorar a mobilidade nas cidades nos últimos anos, ainda há muitos obstáculos que precisam de ser eliminados para alcançar comunidades mais completas e coesas, onde os moradores não precisem de viajar tanto para chegar onde precisam de ir. Por exemplo, o tempo médio que os passageiros americanos levam para chegar ao trabalho na verdade aumentou de 25 para 27,6 minutos, ainda há muito a ser feito para que a caminhada seja realizada e uma dependência menor dos carros seja concretizada.

## Benefícios

### Saúde
Os índices de caminhabilidade correlacionam-se tanto com o Índice de Massa Corporal (IMC) quanto com a atividade física das populações locais. A atividade física pode prevenir doenças crónicas, como doenças cardiovasculares, diabetes, hipertensão, obesidade, depressão e osteoporose. Assim, por exemplo, um aumento no Walk Score da vizinhança está associado a melhores perfis de risco metabólico cardiovascular e a uma diminuição do risco de ataques cardíacos. O World Cancer Research Fund e o American Institute for Cancer Research divulgaram um relatório que afirma que novos desenvolvimentos devem ser projetados para incentivar a caminhada, com base no facto de que caminhar contribui para a redução do cancro. Uma justificação adicional para a caminhabilidade é baseada em fundamentos evolucionários e filosóficos, afirmando que o andar ereto proporcionado pelo bipedismo foi importante para o desenvolvimento cerebral nos humanos.
Devido a discrepâncias entre a saúde dos moradores em bairros do centro urbano e bairros suburbanos com medidas semelhantes de caminhabilidade, mais pesquisas são necessárias para encontrar fatores adicionais do ambiente construído nos índices de caminhabilidade.

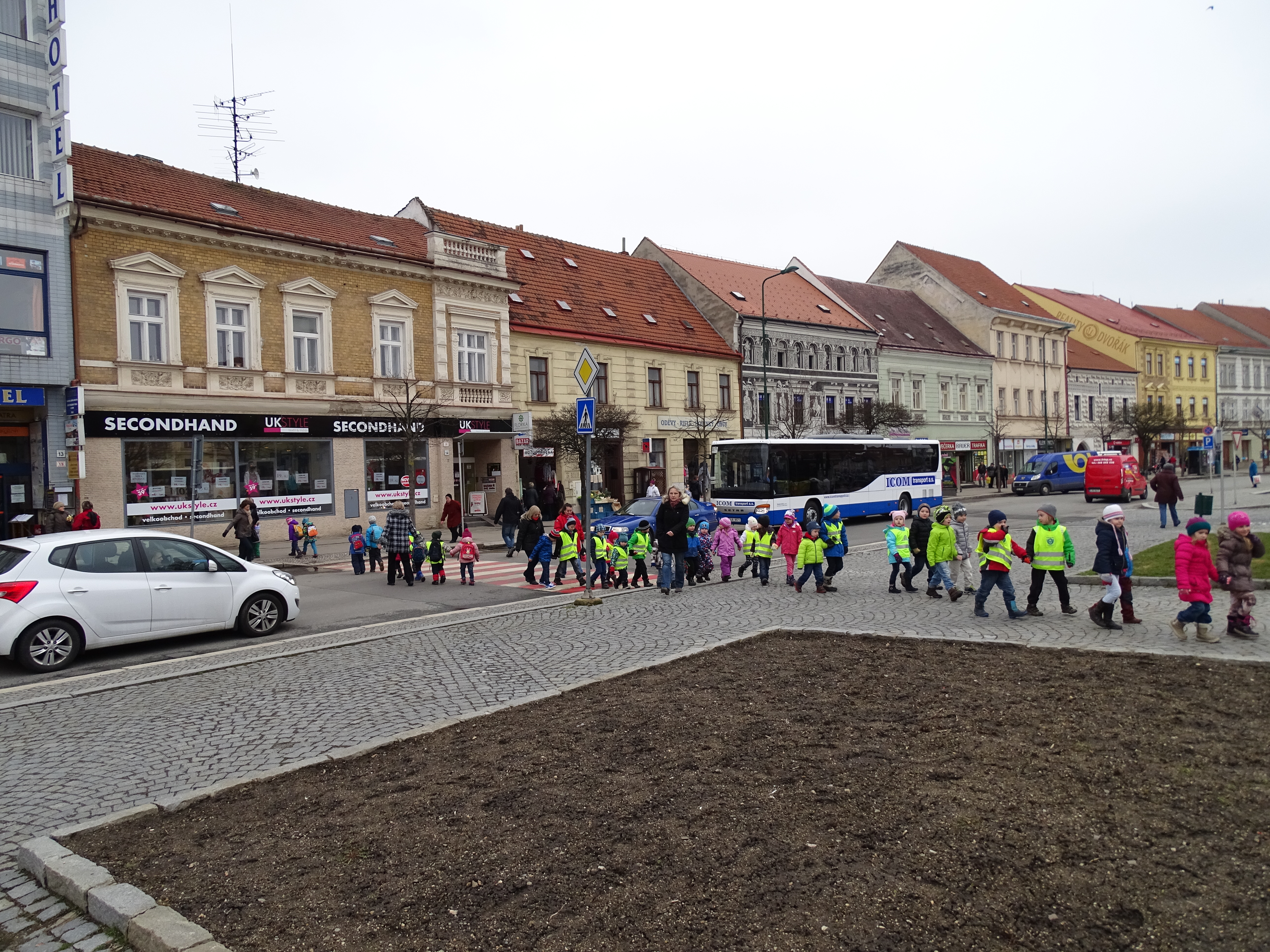
Pédibus em Třebíč, República Checa

### Socio-económico
A caminhabilidade também tem muitos benefícios socioeconómicos, incluindo acessibilidade, economia de custos tanto para indivíduos quanto para o público, transporte escolar (que pode incluir autocarros a pé ), maior eficiência do uso da terra, maior habitabilidade, benefícios económicos de melhorias da saúde pública e desenvolvimento económico, entre outros. Os benefícios da caminhabilidade são mais bem garantidos se todo o sistema de corredores públicos for caminhável - não limitado a certas rotas especializadas. Mais calçadas e maior facilidade de caminhada podem promover o turismo e aumentar o valor dos imóveis.
Nos últimos anos, a procura de habitação em contexto urbano caminhável tem aumentado. O termo "Missing Middle Housing", cunhado por Daniel Parolek da Opticos Design, Inc., refere-se a tipos de habitação com várias unidades (como duplex, fourplex, campos de bangalôs e apartamentos de mansão não maiores que uma casa grande), que estão integrados na maioria dos bairros pré-1940 caminháveis, mas se tornaram muito menos comuns após a Segunda Guerra Mundial, daí o termo "desaparecidos". Esses tipos de habitação são frequentemente integrados em blocos com casas principalmente unifamiliares, para fornecer diversas opções de moradia e gerar densidade suficiente para suportar o trânsito e as comodidades comerciais locais.
O design de ruas com foco automóvel diminui a caminhada e os "olhos na rua" necessários fornecidos pela presença constante de pessoas numa área. A caminhabilidade aumenta a interação social, a mistura de populações, o número médio de amigos e associados onde as pessoas vivem, a criminalidade reduzida (com mais pessoas andando e vigiando bairros, espaços abertos e ruas principais), maior sentimento de orgulho e maior voluntariado.
Fatores socioeconómicos contribuem para a vontade de escolher caminhar ao invés de conduzir. Rendimento, idade, raça, etnia, educação, estatuto familiar e ter filhos em uma casa influenciam as viagens a pé.

### Ambiental
Um dos benefícios de melhorar a caminhabilidade é a diminuição da pegada de automóveis na comunidade. As políticas públicas que privilegiam o transporte individual (carros) possuem grande impacto no aumento das emissões de gases de efeito estufa. Essas emissões podem ser reduzidas se mais pessoas optarem por caminhar em vez de conduzir seu carro ou usar transporte público. Assim, os defensores das cidades caminháveis descrevem a melhoria da caminhada como uma ferramenta importante para tornar as cidades mais adaptadas às alterações climáticas. Os benefícios de menos emissões incluem melhores condições de saúde e qualidade de vida, menos poluição atmosférica e menor contribuição para as alterações climáticas globais. Além disso, as cidades que se desenvolveram sob filosofias orientadoras como a caminhabilidade normalmente apresentam níveis mais baixos de poluição sonora nos seus bairros. Isso vai além de tornar as comunidades mais tranquilas para viver, menos poluição sonora também pode significar maior biodiversidade. Estudos mostraram que a poluição sonora pode perturbar certos sentidos dos quais os animais dependem para encontrar comida, se reproduzirem, evitar predadores, etc., o que pode enfraquecer os ecossistemas num ambiente já dominado pelos humanos. A sociedade depende desses ecossistemas para muitos serviços ecológicos, como abastecimento, regulação, serviços culturais/turísticos e serviços de apoio e qualquer degradação desses serviços pode ir além de apenas afetar a estética de um bairro ou comunidade, mas pode ter sérias implicações para a habitabilidade e bem-estar em regiões inteiras.
As cidades que têm uma pontuação relativa de caminhabilidade também tendem a ter uma maior concentração de espaços verdes que facilitam uma cidade mais caminhável. Esses espaços verdes podem auxiliar em serviços ecológicos regulatórios, como inundações, melhorando a qualidade do ar e da água, sequestro  carbono, etc. enquanto também melhoram a atratividade da cidade ou vila na qual são implementados.

## Aumentando a caminhabilidade

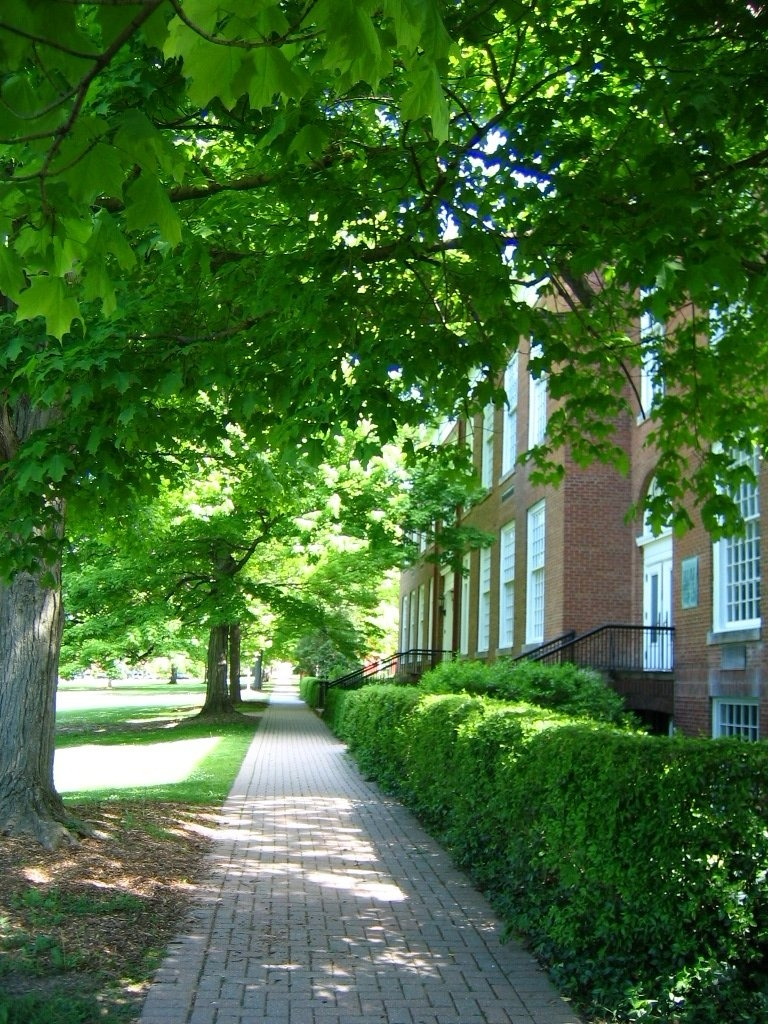
Uma calçada pavimentada com tijolos em Hudson, Ohio

Muitas comunidades adotaram a mobilidade de pedestres como uma alternativa às práticas de construção mais antigas que favorecem os automóveis. Essa mudança inclui a crença de que a dependência em relação aos automóveis é ecologicamente insustentável. Ambientes voltados para o automóvel geram condições perigosas para motoristas e pedestres e são geralmente desprovidos de estética. Um tipo de zoneamento chamado Codificação baseada em formulário é uma ferramenta que algumas cidades norte-americanas, como Cincinnati, estão a empregar para melhorar a caminhabilidade. A pandemia de COVID-19 deu origem a propostas de mudança radical na organização da cidade, em particular Barcelona, sendo a eliminação do automóvel e consequente pedonalização de toda a cidade um dos elementos críticos, e propondo uma inversão do conceito da calçada.
Existem várias formar de tornar uma comunidade mais caminhável:
- Tampões: Tampoes de vegetação como áreas com relva entre a rua e a calçada também tornam as calçadas mais seguras e também absorvem o dióxido de carbono das emissões dos automóveis e auxiliam na drenagem da água.
- Obstruções móveis: remover placas de sinalização e postes, pode aumentar a largura caminhável da calçada. A manutenção de qualidade e a iluminação adequada das calçadas reduzem as obstruções, melhoram a segurança e incentivam a caminhada.
- Espaços na calçada: As calçadas podem ser implementadas onde houver "espaços nas calçadas", com prioridade para áreas onde a caminhada é incentivada, como em torno de escolas ou estações de transporte público. Campanhas como as rotas seguras de trânsito em Atlanta, Geórgia, oferecem acesso mais seguro às paragens de trânsito para pedestres.[43] Há vários aspetos a serem considerados na implantação de novas calçadas, como a largura da calçada. O Americans with Disabilities Act (ADA) exige que as calçadas tenham pelo menos um metro e meio de largura.[44]
- Zona pedonal : Novas infraestruturas e zonas pedonais substituem as estradas para uma melhor acessibilidade. As cidades realizam projetos de pedestres para melhorar o fluxo de tráfego, fechando o acesso de automóveis e permitindo apenas o trânsito de pedestres. Projetos como o High Line e o Trilho 606 aumentam a caminhabilidade ao conectar bairros, usando elementos arquitetónicos paisagísticos para criar espaços verdes visualmente estéticos e permitir a atividade física. As cidades também podem ser modificadas para serem aldeias de pedestres .
- Extensões de lancis: As extensões de lancis diminuem os raios dos cantos do lancil nos cruzamentos, acalmam o tráfego e reduzem a distância que os pedestres precisam de atravessar. Nas ruas com estacionamento, as extensões de lancis permitem que os pedestres vejam melhor o tráfego que se aproxima, onde de outra forma seriam forçados a entrar na rua para ver os carros estacionados. Faixas de pedestres listradas, ou passadeiras, também proporcionam travessias mais seguras porque proporcionam melhor visibilidade para motoristas e pedestres. Melhorar a segurança na faixa de pedestres também aumenta a capacidade de caminhar.
- Melhorar a segurança: Monitorizar e melhorar a segurança nos bairros pode tornar a caminhada uma opção mais atrativa. A segurança é a principal preocupação entre as crianças ao escolher como ir e voltar da escola. Garantir áreas de caminhada mais seguras, mantendo os caminhos bem conservados e bem iluminados, pode incentivar a caminhada.[45]
- Trabalho a partir de casa: trabalhar em casa elimina completamente qualquer tempo de viagem associado ao trabalho e permite que as pessoas usem o tempo gasto no deslocamento, uma média de 27,6 minutos nos Estados Unidos. Um aumento de pessoas trabalhando em casa nos últimos anos após a pandemia de COVID 19 não reduziu apenas a queima de combustíveis fósseis, mas também trouxe outros benefícios, como melhorias na produtividade.[46]

## Medição
Uma forma de avaliar e medir a caminhabilidade é realizar uma auditoria de caminhada. Uma ferramenta de auditoria de caminhada estabelecida e amplamente utilizada é o PERS (Pedestrian Environment Review System), que tem sido amplamente utilizado no Reino Unido.
Uma forma simples de determinar a caminhabilidade de um quarteirão, corredor ou bairro é contar o número de pessoas a andar, demorando e se interagindo em atividades opcionais dentro de um espaço. Este processo é uma grande melhoria nos indicadores de nível de serviço de pedestres (LOS, na sigla em inglês), recomendados no Highway Capacity Manual. No entanto, pode não se traduzir bem em locais não ocidentais, onde a ideia de atividades "opcionais" pode ser diferente. De qualquer forma, a diversidade de pessoas, e principalmente a presença de crianças, idosos e pessoas com deficiência, denota a qualidade, completude e saúde de um espaço caminhável.
Também existem várias pontuações de caminhabilidade comerciais:
- Walk Score é um índice de caminhabilidade baseado na distância de comodidades como supermercados, escolas, parques, bibliotecas, restaurantes e cafés.[52] O algoritmo do Walk Score atribui o máximo de pontos a comodidades dentro de 5 minutos a pé (0,25mi), e uma função de decaimento atribui pontos para amenidades até 30 minutos de distância.[53] As pontuações são normalizadas de 0 a 100.
- Walkonomics era um aplicação web que combina dados abertos e crowdsourcing para avaliar e rever a caminhabilidade de cada rua. A partir de 2011, a Walkonomics afirmou ter classificações para todas as ruas da Inglaterra (mais de 600.000 ruas) e da cidade de Nova York.,[54] embora tenha interrompido o serviço em 2018.
- RateMyStreet é um website que usa crowdsourcing, Google Maps e um sistema de classificação de cinco estrelas para permitir que os utilizadores avaliem a caminhabilidade das suas ruas locais. Os utilizadores podem classificar uma rua usando oito categorias diferentes: Atravessando a rua, largura da pavimento/calçada, perigos de tropeçar, orientação, segurança contra crimes, segurança viária, limpeza/atratividade e acesso para pessoas com deficiência.

## Mapeamento
Um conceito recém-desenvolvido é o mapa de tempo de trânsito (às vezes chamado de mapa de depósito de trânsito), que é um tipo de mapa isócrono. São mapas (muitas vezes online e interativos) que mostram as áreas de uma metrópole que podem ser alcançadas a partir de um determinado ponto de partida, num determinado tempo de viagem. Estes mapas são úteis para avaliar o quão bem conectado uma determinada morada está a outros destinos urbanos possíveis ou, inversamente, quão grande um território pode chegar rapidamente a uma determinada morada. O cálculo de mapas de tempo de trânsito é computacionalmente intensivo e um trabalho considerável está a ser feito em algoritmos mais eficientes para produzir rapidamente esses mapas. Para ser útil, a produção de um mapa de tempo de trânsito deve levar em consideração horários de trânsito detalhados, frequência de serviço, hora do dia e dia da semana. Além disso, o recente desenvolvimento de imagens de visão computacional e de vista de rua forneceu um potencial significativo para avaliar automaticamente os espaços para pedestres a partir do nível do solo.

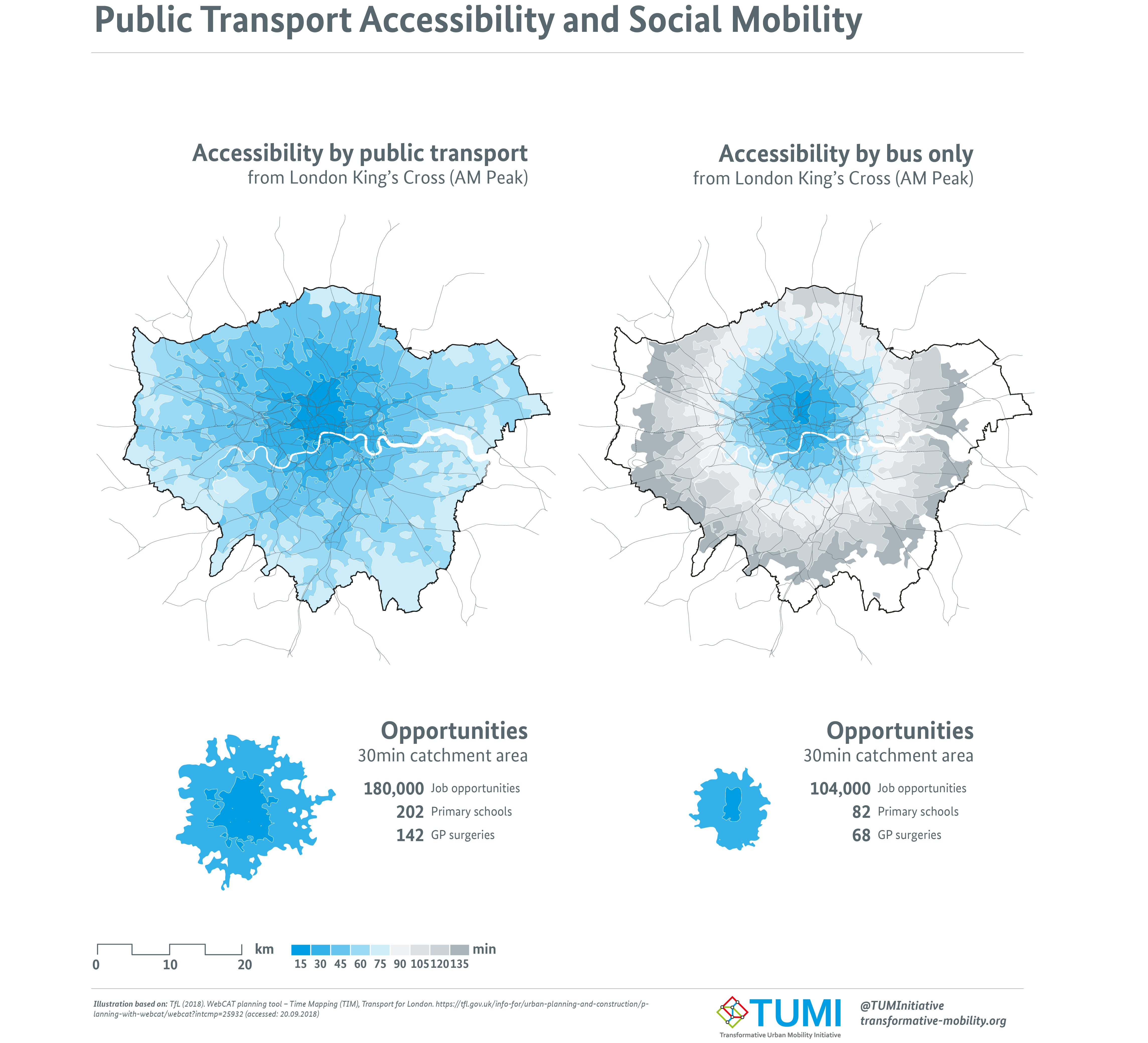
Acessibilidade de transporte e mobilidade humana

## Incentivo
Em 2021, o  Instituto Caminhabilidade criou o Prêmio Cidade Caminhável com apoio do ITDP Brasil e da organização Walk 21, que tem o objetivo de premiar projetos feitos por órgãos públicos nas cidades brasileiros na tentativa de transformar estas em "cidades mais caminháveis” (melhoria da caminhabilidade), nas áreas de requalificação de áreas urbanas, abertura de ruas para pedrestres e, urbanismo tático e participativo.